# أفضل غورو
محمد أفضل غورو (30 يونيو 1969 – 9 فبراير 2013) هو انفصالي كشميري، اتُهم بتنفيذ هجوم البرلمان الهندي 2001، وحُكِمَ عليه بالإعدام، وأيدت الحكم المحكمة العليا الهندية، ورفض رئيس الهند التماس العفو عنه، وأُعدم في 9 فبراير 2013، ودُفن داخل محيط سجن تيهار في دلهي. شككت منظمة العفو الدولية في عدالة محاكمته قائلة أنه لم يحصل على تمثيل قانوني مناسب وتم إعدامه في سرية.

## نشأته
ولد غورو في قرية بالقرب من بلدة سوبور في منطقة بارامولا في جامو وكشمير في عام 1969، كان والده حبيب الله يدير شركة للأخشاب والنقل، وتوفي عندما كان غورو طفلاً. أكمل دراسته من مدرسة حكومية، واجتاز الثانوية العامة في عام 1986، والتحق بعد ذلك في كلية الطب، وعندما كان في السنة الأولى من بكالوريوس الطب والجراحة بدأ المشاركة في أنشطة أخرى.

## الهجوم
وقع هجوم البرلمان الهندي في 13 ديسمبر 2001 على أيدي مسلحي جيش محمد، حيث تسللوا إلى البرلمان في سيارة تحمل علامات وزارة الداخلية، واقتادوا سيارة نائب الرئيس كريشان كانت، وبدأوا في إطلاق النار. لكن نجا الوزراء والنواب دون أن يصابوا بأذى، وتم إحباط الهجوم الذي استمر حوالي 30 دقيقة، وقُتل تسعة أشخاص من بينهم ثمانية من أفراد الأمن، وأصيب 16 شخصًا من بينهم 13 من أفراد الأمن بجروح، وقُتل المهاجمون الخمسة. وفي نهاية ديسمبر أجرى الرئيس الأمريكي جورج بوش مكالمة هاتفية مع الرئيس الباكستاني برويز مشرف ورئيس الوزراء الهندي أتال بيهاري فاجبايي لنزع فتيل التوتر بين البلدين وحثهما على الابتعاد عن تصعيد هجوم البرلمان إلى الحرب.